# Črešnjevci
Črešnjevci je naselje u slovenskoj Općini Gornjoj Radgoni. Črešnjevci se nalazi u pokrajini Štajerskoj i statističkoj regiji Pomurju. Črešnjevci su rodno selo pisca Petra Dajnka. U selu još stoji Dajnkova rodna kuća.

## Stanovništvo
Prema popisu stanovništva iz 2002. godine naselje je imalo 778 stanovnika.